# Gypsophila juzepczukii
Gypsophila juzepczukii är en nejlikväxtart som beskrevs av S.S. Ikonnikov. Gypsophila juzepczukii ingår i släktet slöjor, och familjen nejlikväxter. Inga underarter finns listade i Catalogue of Life.

## Bildgalleri

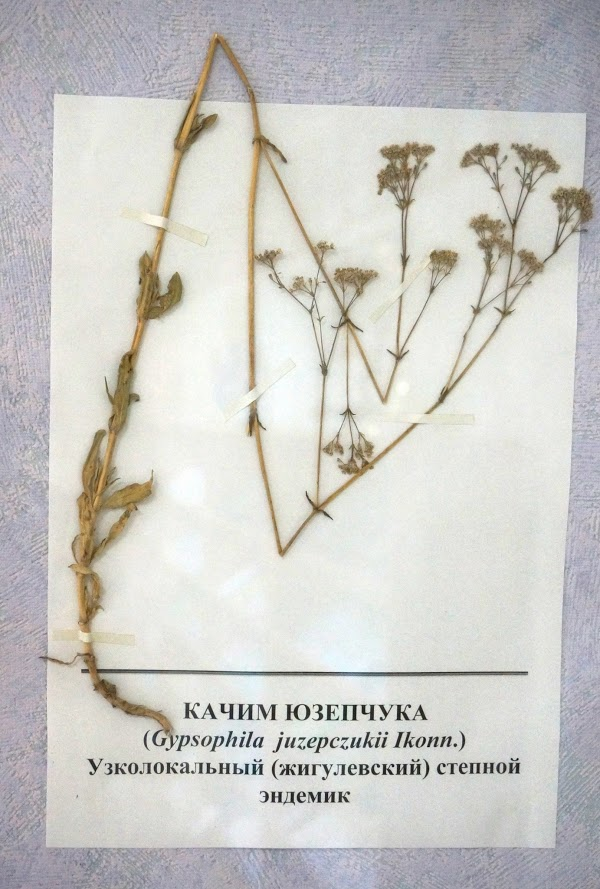